# Botad
Botad là một thành phố và khu đô thị của quận Bhavnagar thuộc bang Gujarat, Ấn Độ.

## Địa lý
Botad có vị trí 22°10′B 71°40′Đ / 22,17°B 71,67°Đ Nó có độ cao trung bình là 70 mét (229 foot).

## Nhân khẩu
Theo điều tra dân số năm 2001 của Ấn Độ, Botad có dân số 100.059 người. Phái nam chiếm 53% tổng số dân và phái nữ chiếm 47%. Botad có tỷ lệ 64% biết đọc biết viết, cao hơn tỷ lệ trung bình toàn quốc là 59,5%: tỷ lệ cho phái nam là 71%, và tỷ lệ cho phái nữ là 55%. Tại Botad, 15% dân số nhỏ hơn 6 tuổi.